# Crise au Sarkozistan

Crise au Sarkozistan est un pamphlet, préfacé, et vraisemblablement rédigé, par Daniel Schneidermann. Il s'agit du premier livre publié par le site d'information @rrêt sur images. Ce livre a pour particularité de n'être en vente que sur un site internet, Le Publieur, et d'avoir pourtant réussi à se vendre à plus de 18 000 exemplaires en décembre 2010. Il est ainsi qualifié de « phénomène » par Pierre Assouline et par l'AFP. Le Journal du dimanche parle de son côté d'un « incroyable succès ».
L'auteur est officiellement anonyme mais Daniel Schneidermann n'a pas fait mystère d'en être l'auteur. 

## Résumé
Il résume (sans le nommer) le destin de la France nommé "Le Sarkozistan" sous la gouvernance de Nicolas Sarkozy,. L'ouvrage est divisé en quatorze courts chapitres racontés du point de vue d'un étranger naïf qui s'étonne des curieuses dispositions de cet État surnommé "le petit État voyou".